# 蛮子台
蛮子台（?—?），又译蛮子带，元朝蒙古将领、驸马。孛思忽儿弘吉剌氏。按陈之孙，驸马纳陈之子，帖木儿之弟。
元世祖至元二十七年（1290年），继承帖木兒袭封万户，他娶元世祖之女囊家真为妻。元成宗元贞元年（1295年），封为济宁王。受命统率本部兵马讨伐海都、笃哇。他以勇猛著称，多次单骑冲入敌阵，扰乱敌军，大败敌兵。受命总领蒙古军民官，辅佐海山镇守漠北。囊家真死后，再娶太子真金之女南阿不剌公主。大德年间，进封魯王，五十二岁去世，侄子琱阿不剌袭封。